# Taipei chinois aux Jeux olympiques d'été de 2008
Taïwan a participé aux Jeux olympiques d'été de 2008 à Pékin sous le nom de Chinese Taipei (Taipei chinois). Les 80 athlètes représentant ce pays prirent part aux épreuves dans quinze sports.
Depuis 1979, Taïwan prend part aux Jeux olympiques sous le nom de « Taipei chinois », et non pas sous celui de république de Chine. Ainsi, la participation du Taipei chinois aux Jeux olympiques de Pékin ne contredit pas la politique d'une seule Chine, et la république populaire de Chine ne s'y oppose pas.
Selon le journal Taipei Times,
« Pour les J.O. de Pékin, Taiwan a demandé au Comité international olympique de garantir qu'il n'y aura aucune interférence politique et aucune discrimination à l'encontre des athlètes taiwanais. La Chine a promis qu'elle traiterait les participants taiwanais de manière juste et en accord avec la Charte olympique. »
Comme lors des Jeux précédents, le drapeau de la république de Chine ne fut pas employé. Si des athlètes représentant le Taipei chinois avaient remporté des médailles d'or, l'hymne du drapeau national de la république de Chine aurait été joué lors de la cérémonie des médailles, se substituant à l'hymne national de la république de Chine.

## Liste des médaillés taïwanais

### Médailles d'or
| Sport              | Discipline         | Sportifs      | Performance |
| Médailles d'or : 1 |                    |               |             |
| Haltérophilie      | Moins de 48 kg (F) | Chen Wei-Ling | 196 kg      |

### Médailles d'argent
| Sport                  | Discipline         | Sportifs    | Performance |
| Médailles d'argent : 1 |                    |             |             |
| Haltérophilie          | Moins de 63 kg (F) | Ying-Chi Lu | 231 kg      |

### Médailles de bronze
| Sport                   | Discipline         | Sportifs    | Performance |
| Médailles de bronze : 2 |                    |             |             |
| Taekwondo               | Moins de 58 kg (H) | Mu-Yen Chu  |             |
| Taekwondo               | Moins de 68 kg (H) | Yu-Chi Sung |             |

## Athlètes taïwanais[6]
Les athlètes représentant Taïwan participeront, entre autres, aux épreuves de tir à l'arc, de badminton, de baseball, de cyclisme, de judo, d'aviron, de tir, de softball, de natation, de tennis de table, de taekwondo, de tennis et d'haltérophilie.

### Athlétisme

#### Hommes
| Épreuve         | Athlète          | Séries   | Séries | Quarts de finale | Quarts de finale | Demi-finales | Demi-finales | Finale   | Finale |
| Épreuve         | Athlète          | Résultat | Rang   | Résultat         | Rang             | Résultat     | Rang         | Résultat | Rang   |
| --------------- | ---------------- | -------- | ------ | ---------------- | ---------------- | ------------ | ------------ | -------- | ------ |
| Lancer du poids | Chang Ming-Huang | 17,43m   | 21e    | -                | -                | -            | -            | -        | -      |

#### Femmes
| Epreuve         | Athlète       | Séries   | Séries | Quarts de finale | Quarts de finale | Demi-finales | Demi-finales | Finale   | Finale |
| Epreuve         | Athlète       | Résultat | Rang   | Résultat         | Rang             | Résultat     | Rang         | Résultat | Rang   |
| --------------- | ------------- | -------- | ------ | ---------------- | ---------------- | ------------ | ------------ | -------- | ------ |
| Lancer du poids | Chia-Ying Lin | 16,32m   | 13e    | -                | -                | -            | -            | -        | -      |

### Aviron
Hommes
- 1 de couple :
  - Ming-Hui Wang

| Athlète(s)    | Compétition | Série         | Série | Quart de finale | Quart de finale | Demi-finale   | Demi-finale | Finale                 | Finale |
| Athlète(s)    | Compétition | Temps         | Rang  | Temps           | Rang            | Temps         | Rang        | Temps                  | Rang   |
| ------------- | ----------- | ------------- | ----- | --------------- | --------------- | ------------- | ----------- | ---------------------- | ------ |
| Wang Ming-Hui | Skiff       | 7 min 46 s 83 | 4e    | 7 min 17 s 08   | 5e              | 7 min 23 s 75 | 5e          | Finale D 7 min 16 s 28 | 5e     |

### Badminton
| Hommes - Simple : - Yu-Hsing Hsieh | Femmes - Simple : - Shao-Chieh Cheng - Double : - Yu-Chin Chien et Wen-Hsing Cheng |

| Épreuve | Athlète        | 32éme de Finale             | 16éme de Finale                | Huitième de Finale                       | Quarts de finale          | Demi-finales | Finale   |
| Épreuve | Athlète        | Résultat                    | Résultat                       | Résultat                                 | Résultat                  | Résultat     | Résultat |
| ------- | -------------- | --------------------------- | ------------------------------ | ---------------------------------------- | ------------------------- | ------------ | -------- |
| Simple  | Hsieh Yu-Hsing | Mehrabi 2-0 (21/16 - 21-12) | Nguyen 2-1 (21/16-15/21-21/15) | Wong Choong Hann 2-1 (14/21-21/17-21/18) | Chen Jin 0-2 (8/21-14/21) | -            | -        |

### Baseball
Hommes
- Chien-Ming Chang, joueur de champ extérieur
- Chih-Chia Chang, lanceur
- Tai-Shan Chang, joueur de champ intérieur
- Chin-Feng Chen, joueur de champ extérieur
- Feng-Min Chen, receveur
- Wei-Yin Chen, lanceur
- Kai-Wen Cheng, lanceur
- Chih-Hsien Chiang
- Wen-Hsiung Hsu, lanceur
- Chih-Kang Kao, receveur
- Yen-Wen Kuo, joueur de champ intérieur
- Chen-Chang Lee, lanceur
- Che-Hsuan Lin, joueur de champ extérieur
- Chih-Sheng Lin
- Chia-Jen Lo, lanceur
- Kuo-Hui Lo, joueur de champ extérieur
- Fu-Te Ni, lanceur
- Wei-Lun Pan, lanceur
- Wu-Hsiung Pan, joueur de champ extérieur
- Cheng-Min Peng, joueur de champ intérieur
- Chih-Wei Shih
- Chin-Hui Tsao, lanceur
- Chien-Fu Yang, lanceur
- Chun-Chang Yeh

| Épreuve          | Phase de groupes      | Phase de groupes    | Phase de groupes    | Phase de groupes    | Phase de groupes         | Phase de groupes       | Phase de groupes    | Demi-finale         | Finale / MB         | Rang |
| Épreuve          | Adversaire Résultat   | Adversaire Résultat | Adversaire Résultat | Adversaire Résultat | Adversaire Résultat      | Adversaire Résultat    | Adversaire Résultat | Adversaire Résultat | Adversaire Résultat | Rang |
| ---------------- | --------------------- | ------------------- | ------------------- | ------------------- | ------------------------ | ---------------------- | ------------------- | ------------------- | ------------------- | ---- |
| Tournoi masculin | Pays-Bas Victoire 5-0 | Japon Défaite 1-6   | Chine Défaite 7-8   | Cuba Défaite 1-0    | Corée du Sud Défaite 8-9 | États-Unis Défaite 4-2 | Canada Victoire 6-5 | -                   | -                   | 6e   |

### Cyclisme

#### Piste
Hommes
- Course aux points :
  - Chun Kai Feng

| Athlète       | Compétition       | Points | Rang |
| ------------- | ----------------- | ------ | ---- |
| Chun Kai Feng | Course aux points | -20    | 23e  |

### Haltérophilie
| Hommes - 56 kg : - Chin-Yi Yang - Shin-Yuan Wang - 62 kg : - Sheng-Hsiung Yang | Femmes - 48 kg : - Wei-Ling Chen - 63 kg : - Ying-Chi Lu |

### Judo
Femmes
- 63 kg :
  - Chin-Fang Wang

### Softball
Femmes
- Miao-Yi Chen, joueuse de champ extérieur
- Hui-Chuan Chiang, receveuse
- Ming-Hui Chueh, lanceuse
- Hsiu-Ling Hsu, joueuse de champ intérieur
- Hui-Wen Huang, joueuse de champ extérieur
- Meng-Ting Lai, joueuse de champ extérieur
- Sheng-Jung Lai, lanceuse
- Chiu-Ching Li, joueuse de champ extérieur
- Su-Hua Lin, lanceuse
- Hsiao-Ting Lo, joueuse de champ intérieur
- Hsueh-Mei Lu, receveuse
- Tzu-Hui Pan, joueuse de champ intérieur
- Yun-Chi Tung, receveuse
- Li-Hsiu Wen, joueuse de champ intérieur
- Chia-Yen Wu, lanceuse

### Taekwondo
| Hommes - - 58 kg : - Mu-Yen Chu - - 68 kg : - Yu-Chi Sung | Femmes - - 49 kg : - Shu-Chun Yang - - 57 kg : - Li-Wen Su |

### Tennis
| Hommes - Simple : - Lu Yen-hsun | Femmes - Simple : - Chan Yung-Jan - Double : - Chan Yung-Jan et Chuang Chia-Jung |

### Tennis de table
| Hommes - Simple : - Peng-Lung Chiang - Chih-Yuan Chuan - Par équipes : - Peng-Lung Chiang, Yen-Shu Chang et Chih-Yuan Chuan | Femmes - Simple : - I-Hwa Huang - Li-Chun Pan |

### Tir à l'arc
| Hommes - Par équipes : - Chen Szu-yuan, Kuo Cheng-wei et Wang Cheng-pang | Femmes - Par équipes : - Wei Pi-hsiu, Yuan Shu-chi et Wu Hui-ju |

### Voile
Hommes
- RS:X :
  - Hao Chang